# فابيان شوبرت
فابيان شوبرت (بالألمانية: Fabian Schubert) (29 أغسطس 1994 في النمسا - ) هو لاعب كرة قدم نمساوي في مركز الهجوم. لعب مع نادي رييد.

## وصلات خارجية
- فابيان شوبرت على موقع قاعدة بيانات كرة القدم.إي يو (الإنجليزية)
- فابيان شوبرت على موقع Soccerway.com (الإنجليزية)
- فابيان شوبرت على موقع عالم كرة القدم.نت (الإنجليزية)